# Tennyson, Wisconsin
Tennyson är en ort i Grant County, Wisconsin, USA.'